# 愛知県道166号小牧岩倉一宮線
愛知県道166号小牧岩倉一宮線（あいちけんどう166ごう こまきいわくらいちのみやせん）は、愛知県小牧市から同県一宮市に至る一般県道である。

## 概要

### 路線データ
- 起点：愛知県小牧市大字南外山（愛知県道102号名古屋犬山線交点）
- 終点：愛知県一宮市多加木2丁目（愛知県道190号名古屋一宮線交点）

## 沿革
- 1995年（平成7年）4月1日：認定[1]

## 地理

### 通過する自治体
- 愛知県
  - 小牧市 - 岩倉市 - 一宮市 - 稲沢市（バイパスのみ）

### 交差する道路
- 愛知県道102号名古屋犬山線（木曽街道）（南外山交差点）
- 愛知県道165号春日小牧線（小牧市下小針天神3丁目地内）
- 国道41号（名濃バイパス）（下小針中島2丁目交差点 - 多気中町東交差点で重複）
- 愛知県道165号春日小牧線（多気中町交差点）
- 愛知県道158号小口名古屋線（小木5丁目交差点）
- 愛知県道451号名古屋外環状線（小木西2丁目南交差点）
- 愛知県道25号春日井一宮線（下本町下市場交差点 - 三ツ井交差点で重複）
- 愛知県道63号名古屋江南線（名草線）（大地町（北）交差点 - 大地町交差点で重複）
- 愛知県道153号浅井清須線（丹陽小学校南交差点 - 三ツ井東交差点で重複）
- 愛知県道155号井之口江南線 （一宮市三ツ井4丁目地内 - 三ツ井東交差点間で重複）
- 国道22号（名岐バイパス）（三ツ井交差点 - 一宮市丹陽町外崎郷東地内で重複）
- 愛知県道190号名古屋一宮線（岐阜街道、鮎鮨街道）（多加木江向交差点）

バイパス（三ツ井交差点 - 赤池居道交差点）
- 国道22号（名岐バイパス）（三ツ井交差点）
- 愛知県道190号名古屋一宮線（岐阜街道、鮎鮨街道）（赤池居道交差点）

### 周辺
- 名鉄小牧線 間内駅
- 県営名古屋空港
- 航空自衛隊 小牧基地
- 小牧市立北里小学校
- 小牧市立北里中学校
- 愛知県道515号高速名古屋小牧線（名古屋高速11号小牧線） 小牧南出口
- 国土交通省 中部運輸局 愛知運輸支局 小牧自動車検査登録事務所
- 名鉄犬山線 岩倉駅
- 岩倉市立岩倉南小学校
- 愛知県立岩倉総合高等学校
- 一宮市立丹陽小学校
- 名神高速道路 一宮インターチェンジ
- 一宮市立丹陽西小学校
- 一宮市多加木ふれあいプラザ